# Cosmophasis olorina
Cosmophasis olorina är en spindelart som först beskrevs av Simon 1901.  Cosmophasis olorina ingår i släktet Cosmophasis och familjen hoppspindlar. Inga underarter finns listade i Catalogue of Life.